# Ligidium jiuzhai
Ligidium jiuzhai là một loài chân đều trong họ Ligiidae. Loài này được Tang & Zhou miêu tả khoa học năm 1999.